# اسدالله میرزا مشیرالسلطان
اسدالله میرزا مشیرالسلطان از سیاستمداران ایرانی بود، که در دوره نخست به‌عنوان نماینده خرم‌آباد در مجلس شورای ملی حضور داشت.